# Starîi Mist, Ivankiv
Starîi Mist (în ucraineană Старий Міст; în trecut, Petrivske) este un sat în comuna Dîmarka din raionul Ivankiv, regiunea Kiev, Ucraina.

## Demografie
Componența lingvistică a localității Starîi Mist
     Ucraineană (99,17%)
     Alte limbi (0,83%)
Conform recensământului din 2001, majoritatea populației localității Starîi Mist era vorbitoare de ucraineană (99,17%), existând în minoritate și vorbitori de alte limbi.